# Liste des genres de cétacés
 (mai 2011).
Si vous disposez d'ouvrages ou d'articles de référence ou si vous connaissez des sites web de qualité traitant du thème abordé ici, merci de compléter l'article en donnant les références utiles à sa vérifiabilité et en les liant à la section « Notes et références ».
Cette liste répertorie par genre les espèces de cétacés. 

## A à D
- Genre Balaena
  - Baleine boréale ou baleine du Groenland : Balaena mysticetus

- Genre Balaenoptera
  - Baleine de Minke
    - Balaenoptera acutorostrata
    - Balaenoptera bonaerensis
    - Aurianae Descharlesisera

  - Rorqual boréal : Balaenoptera borealis
  - Rorqual de Bryde : Balaenoptera edeni synonyme Balaenoptera brydei
  - Rorqual bleu ou baleine bleue : Balaenoptera musculus
  - Rorqual commun : Balaenoptera physalus
  - Rorqual du Japon : Balaenoptera omurai découverte en 2003.

- Genre Berardius
  - Bérardie d'Arnoux ou baleine à bec d'Arnoux : Berardius arnuxii
  - Bérardie de Baird ou baleine à bec de Baird : Berardius bairdii

- Genre Caperea
  - Baleine pygmée : Caperea marginata

- Genre Cephalorhynchus
  - Dauphin de Commerson, dauphin pie, jacobite : Cephalorhynchus commersonii
  - Dauphin noir, dauphin du Chili : Cephalorhynchus eutropia
  - Dauphin du Cap : Cephalorhynchus heavisidii
  - Dauphin d'Hector, dauphin de Nouvelle-Zélande, dauphin à front blanc : Cephalorhynchus hectori

- Genre Delphinapterus
  - Béluga : Delphinapterus leucas
- Genre Delphinus
  - Dauphin commun à long bec : Delphinus capensis
  - Dauphin commun : Delphinus delphis
  - Dauphin commun d'Arabie : Delphinus tropicalis

## E à H
- Genre Eschrichtius
  - Baleine grise : Eschrichtius robustus

- Genre Eubalaena
  - Baleine franche australe : Eubalaena australis
  - Baleine noire de l'Atlantique Nord : Eubalaena glacialis
  - Baleine noire du Pacifique Nord : Eubalaena japonica

- Genre Feresa
  - Orque naine, orque pygmée : Feresa attenuata

- Genre Globicephala
  - Globicéphale tropical, globicéphale du Pacifique : Globicephala macrorhynchus
  - Globicéphale noir : Globicephala melas

- Genre Grampus
  - Dauphin de Risso : Grampus griseus

- Genre Hyperoodon
  - Baleine à bec commune : Hyperoodon ampullatus
  - Hypérodon austral : Hyperoodon planifrons

## I à L
- Genre Indopacetus
  - Baleine à bec de Longman : Indopacetus pacificus

- Genre Inia
  - Boto ou dauphin de l'Amazone : Inia geoffrensis

- Genre Kogia
  - Cachalot pygmée : Kogia breviceps
  - Cachalot nain : Kogia simus

- Genre Lagenodelphis
  - Dauphin de Fraser, dauphin de Bornéo : Lagenodelphis hosei

- Genre Lagenorhynchus
  - Dauphin à flancs blancs : Lagenorhynchus acutus
  - Dauphin à nez blanc : Lagenorhynchus albirostris
  - Dauphin de Peale : Lagenorhynchus australis
  - Dauphin sablier : Lagenorhynchus cruciger
  - Dauphin à flancs blancs du Pacifique, dauphin de Gill : Lagenorhynchus obliquidens
  - Dauphin obscur, dauphin sombre : Lagenorhynchus obscurus

- Genre Lipotes
  - Dauphin de Chine : Lipotes vexillifer

- Genre Lissodelphis
  - Dauphin du Nord : Lissodelphis borealis
  - Dauphin du Pérou : Lissodelphis peronii

## M à P
- Genre Megaptera
  - Jubarte, baleine à bosse : Megaptera novaeangliae

- Genre Mesoplodon
  - Baleine à bec de Sowerby : Mesoplodon bidens
  - Baleine à bec d'Andrews : Mesoplodon bowdoini
  - Baleine à bec de Hubbs : Mesoplodon carlhubbsi
  - Baleine à bec de Blainville : Mesoplodon densirostris
  - Baleine à bec de Gervais : Mesoplodon europaeus
  - Baleine à bec du Japon : Mesoplodon ginkgodens
  - Baleine à bec de Gray : Mesoplodon grayi
  - Baleine à bec d'Hector : Mesoplodon hectori
  - Baleine à bec de Layard : Mesoplodon layardii
  - Baleine à bec de True : Mesoplodon mirus
  - Mesoplodon perrini
  - Baleine à bec du Pérou : Mesoplodon peruvianus
  - Baleine à bec de Stejneger : Mesoplodon stejnegeri
  - Baleine à bec de Travers : Mesoplodon traversii

- Genre Monodon
  - Narval : Monodon monoceros

- Genre Neophocaena
  - Marsouin aptère : Neophocaena phocaenoides

- Genre Orcaella
  - Dauphin de l'Irrawaddy : Orcaella brevirostris
  - Dauphin à aileron retroussé : Orcaella heinsohni

- Genre Orcinus
  - Orque, épaulard : Orcinus orca

- Genre Peponocephala
  - Dauphin d'Electre : Peponocephala electra

- Genre Phocoena
  - Marsouin à lunettes : Phocoena dioptrica
  - Marsouin commun : Phocoena phocoena
  - Marsouin du Golfe de Californie : Phocoena sinus
  - Marsouin de Burmeister : Phocoena spinipinnis

- Genre Phocoenoides
  - Marsouin de Dall : Phocoenoides dalli

- Genre Physeter
  - Grand cachalot : Physeter macrocephalus synonyme Physeter catodon

- Genre Platanista
  - Dauphin du Gange : Platanista gangetica
  - Dauphin de l'Indus : Platanista minor

- Genre Pontoporia
  - Dauphin du la Plata : Pontoporia blainvillei

- Genre Pseudorca
  - Fausse orque : Pseudorca crassidens

## Q à Z
- Genre Sotalia
  - Tucuxi, sotalie de l'Amazone : Sotalia fluviatilis
  - Costero, dauphin de Guyane : Sotalia guianensis

- Genre Sousa
  - Sotalie de Chine, dauphin à bosse du Pacifique : Sousa chinensis
  - Sotalie du Cameroun, dauphin à bosse de l'Atlantique : Sousa teuszii
  - Dauphin à bosse de l'océan Indien : Sousa plumbea

- Genre Stenella
  - Dauphin tacheté pantropical : Stenella attenuata
  - Dauphin clymène : Stenella clymene
  - Dauphin bleu et blanc : Stenella coeruleoalba
  - Dauphin tacheté de l'Atlantique : Stenella frontalis
  - Dauphin à long bec : Stenella longirostris

- Genre Steno
  - Sténo, dauphin à bec étroit : Steno bredanensis

- Genre Tasmacetus
  - Tasmacète de Shepherd : Tasmacetus shepheri

- Genre Tursiops
  - Grand dauphin de l'océan Indien : Tursiops aduncus
  - Grand dauphin : Tursiops truncatus

- Genre Ziphius
  - Baleine à bec de Cuvier : Ziphius cavirostris